# 嫡出否認
嫡出否認（ちゃくしゅつひにん）とは、嫡出子（婚姻関係にある男女間に生まれた子）であると推定された子について、その嫡出性を否認する行為のこと。

## 日本法における嫡出否認

### 概説
実親子関係が成立するには自然血縁関係が必要であり、母子関係については基本的には懐胎・分娩という事実から明確にすることができる（通説・判例として最判昭37・4・27民集16巻7号1247頁。ただし、近年、代理母などについて新たな立法上の課題を生じている）。
これに対し、沿革的に父子関係を明確にするのは難しい問題とされてきた。ただ、通常、母が婚姻している場合には、母の夫が子の父であろう蓋然性が極めて高いことから、民法（明治29年法律第89号）は772条で「妻が婚姻中に懐胎した子は、夫の子と推定する」と規定するとともに、774条で「第七百七十二条の場合において、夫は、子が嫡出であることを否認することができる」と規定する。すなわち772条は父性の推定（子の父が誰かについての推定）の規定であると同時に、嫡出性の推定の規定でもある（774条は772条が嫡出性を推定するものであることを前提とする）。772条の推定を受ける子を推定される嫡出子（嫡出推定を受ける嫡出子）と呼ぶ。
しかし、772条は生物学的な親子関係を前提とするものではないことから、実際には推定される関係が事実と異なる場合を生ずることがある。このような場合、772条により推定される嫡出子につき、夫は自分と血縁関係にある実子であることについて否認することが認められる。嫡出否認は訴えをもってのみなしうることから嫡出否認の訴えという（ただし、調停前置主義がとられている点に注意）。

### 対象となる子
子が嫡出否認の対象となるには、妻の出産した子であり、かつ、772条により嫡出の推定を受ける子でなければならない。
772条2項は「婚姻の成立の日から200日を経過した後又は婚姻の解消若しくは取消しの日から300日以内に生まれた子は、婚姻中に懐胎したものと推定する」と懐胎時期の推定について規定しており、これによると婚姻から200日以内に生まれた子は嫡出の推定を受けないことになるが、現在の判例・実務では子の保護の観点から婚姻後に生まれた子はすべて嫡出子として受理することになっている。このような772条による嫡出の推定は受けないものの出生によって嫡出子たる身分を取得する子は推定されない嫡出子（推定を受けない嫡出子）と呼ばれるが、推定されない嫡出子は772条による嫡出の推定を受けないことから親子関係を争う場合には嫡出否認の訴えではなく親子関係不存在確認の訴えによることになる（通説。判例として最判昭41・2・15民集20巻2号202頁）。
また、夫の在監中や失踪中などの理由から、妻が懐胎した子の父が明らかに夫ではありえない場合、772条の推定の根拠を欠くため、その子は推定の及ばない子と呼ばれる（判例として最判平成10年8月31日判タ986号176頁）。推定の及ばない子についても772条による嫡出の推定を受けないことから親子関係を争う場合には嫡出否認の訴えではなく親子関係不存在確認の訴えによる（通説）。

### 訴権者
訴権者は原則として推定される子を出産した母の夫のみである（774条）。母、子、真実の父に否認権はない。ただし、母の夫が死亡した場合は例外として、子の存在のために相続権を害される者その他夫の三親等内の血族は訴権者となる場合がある（人事訴訟法第41条）。ただ、立法論としては否認権者の範囲が狭すぎるのではないかとの議論がある。

### 相手方
嫡出の否認は子又は親権を行う母に対する訴えによる（775条前段）。親権を行う母がいないときは家庭裁判所による特別代理人の選任を要する（775条後段）。胎児に対する訴えは提起できないほか、子の死亡後は訴えを提起できない。

### 否認権の消滅
嫡出否認の訴えの消滅原因には、積極的消滅原因（出訴期間徒過）と消極的消滅原因（承認）とがある。

#### 出訴期間
嫡出否認の訴えは、夫が子の出生を知った時から1年以内に提起しなければならない（民法第777条）。身分関係の早期安定を図るための規定であり（最判昭55・3・27判時970号151頁）、この期間を徒過すると否認権は失われる。「夫が子の出生を知った時」とは妻が分娩した事実を知った時を指す（大判昭17・9・10法学12巻333頁）。
子の存在のために相続権を害される者その他夫の三親等内の血族が訴権者の場合は、母の夫の死亡の日から1年以内に提起しなければならない。また母の夫が嫡出否認の訴えを提起した後に死亡した場合には、子の存在のために相続権を害される者その他夫の三親等内の血族が訴権者夫の死亡の日から6ヶ月以内に訴訟手続を受け継ぐ必要がある。

#### 承認
夫が、子の出生後において、その嫡出子であることを承認したときは、その否認権を失う（776条）。本条の制定趣旨については明らかでないとされ、身分法秩序の安定や子の利益保護などの理由が挙げられることもあるが、不実の戸籍を訂正できなくなるなどの問題点を指摘する学説もある。「承認」の法的性質は相手方のない単独行為で、その方法について明示・黙示を問わず任意の方式で足りるが、自己の嫡出子であること、あるいは嫡出の否認権を行使しないことを明確な形で意思表示するものでなければならない。父として子の命名を行うこと、戸籍法上の義務として出生届を提出することは「承認」にあたらない。
承認が詐欺による意思表示あるいは強迫による意思表示であるときは取り消すことができるが、808条1項や812条の類推からその期間は制限されるとみる説が多い。
なお、嫡出の推定を受けない子については承認の効果は生じない（通説）。

#### 出訴期間徒過・承認の効果
嫡出否認の訴えには、家庭の平和の維持や父子関係の早期安定の観点から厳格な要件が定められている。法理論上、実親子関係が成立するには自然血縁関係が必要であるが、父子関係を早期に安定させるために嫡出否認には出訴期間の制限が設けられており（775条）、出訴期間を徒過した場合や承認（776条）があった場合には父子関係は確定的になり以後父子関係を争うことはできなくなる。
上述の出訴期間内に嫡出否認のないとき、あるいは夫による承認があったときは夫婦の子としての身分（嫡出関係）は確定的なものとなるため、真実ではない父子関係であっても法律上の父子関係は確定し、以後、何人も嫡出否認の訴えや親子関係不存在確認の訴えを提起できず、真実の父による任意認知や子からの裁判認知も認められなくなる（判例として最判昭41・2・15民集20巻2号202頁）。撤回・戸籍の訂正も認められない。

### 嫡出否認の効果
嫡出否認の判決が確定したときは、子の出生時に遡って、子は夫の子でなく母の非嫡出子であったこととなる（形成的効果をもち、また、対世的効力を有する）。
家庭の平和の維持などの観点から772条の嫡出推定には強い法的効力が認められており、嫡出否認が効力を生じるまでは第三者は先決問題としても子の嫡出性（父子関係）を争うことができず、たとえ真実の父であっても認知することができない。

### 親子関係不存在確認の訴え
772条で推定されない子については、「嫡出否認の訴え」ではなく「親子関係不存在確認の訴え」によることになる。

## 諸外国の立法例

### ドイツ法
ドイツ法は嫡出否認の出訴期間について要認識事実（ドイツ法においては非嫡出との事実）を知ってから2年間とする。